# ديفيد لوغان (لاعب كرة قدم أمريكية)
ديفيد لوغان (بالإنجليزية: David Logan)‏ هو لاعب كرة قدم أمريكية أمريكي، ولد في 25 أكتوبر 1956 في بيتسبرغ في الولايات المتحدة، وتوفي في 13 يناير 1999 في تامبا في الولايات المتحدة بسبب فشل تنفسي.

## وصلات خارجية
- ديفيد لوغان على موقع مرجع كرة القدم المحترفة.كوم (الإنجليزية)